# 山形県幼稚園一覧
山形県幼稚園一覧（やまがたけんようちえんいちらん）は、山形県の幼稚園の一覧。

## 国立幼稚園
- 山形大学附属幼稚園

## 公立幼稚園

### 鶴岡市
- 鶴岡市立大山幼稚園
- 鶴岡市立西郷幼稚園
- 鶴岡市立大東幼稚園
- 鶴岡市立こだま幼稚園
- 鶴岡市立泉幼稚園
- 鶴岡市立広瀬幼稚園

### 南陽市
- 南陽市立赤湯幼稚園

### 西村山郡
- 河北町立溝延幼稚園
- 河北町立西里幼稚園

### 最上郡
- 最上町立みつわ幼稚園
- 最上町立あかくら幼稚園
- 最上町立もがみ幼稚園

### 東置賜郡
- 川西町立北斗幼稚園
- 川西町立中郡幼稚園
- 川西町立吉島幼稚園

### 西置賜郡
- 飯豊町立いいで中部幼稚園
- 飯豊町立手ノ子幼稚園

### 東田川郡
- 三川町立みかわ幼稚園
- 庄内町立余目第一幼稚園
- 庄内町立余目第二幼稚園
- 庄内町立余目第三幼稚園
- 庄内町立余目第四幼稚園
- 庄内町立狩川幼稚園

## 私立幼稚園

### 山形市
- 鈴川幼稚園
- 鈴川第二幼稚園
- 竹田幼稚園
- 竹田西部幼稚園
- べにばな幼稚園
- 金井幼稚園
- 金井第二幼稚園
- 南山形幼稚園
- 東北文教大学付属幼稚園
- 慈光寺幼稚園
- ひまわり幼稚園
- 南沼原ひまわり幼稚園
- さくらんぼ幼稚園
- 東原幼稚園
- あおぞら幼稚園
- 大谷幼稚園
- 出羽大谷幼稚園
- 松波大谷幼稚園
- 南光幼稚園
- 諏訪幼稚園
- 月かげ幼稚園
- 山形聖マリア幼稚園
- さゆり幼稚園
- 千歳幼稚園
- 蔵王めぐみ幼稚園

### 寒河江市
- 寒河江幼稚園
- 寒河江第二幼稚園
- 寒河江大谷幼稚園

### 上山市
- 上山幼稚園
- かしのき幼稚園

### 村山市
- 楯岡幼稚園
- 輝幼稚園

### 天童市
- たかだま幼稚園
- 天童東幼稚園
- 天童東第二幼稚園
- 天童幼稚園
- あけぼの幼稚園
- 天童みくに幼稚園
- 蔵増幼稚園

### 東根市
- 神町幼稚園
- ひがしね幼稚園

### 尾花沢市
- 尾花沢幼稚園

### 東村山郡
- やまべ幼稚園
- ゆりかご幼稚園
- ながさき幼稚園

### 西村山郡
- 河北幼稚園
- ひかり幼稚園
- 大江幼稚園

### 米沢市
- 米沢中央幼稚園
- 広井郷幼稚園
- 米沢西部幼稚園
- かしのみ幼稚園
- ひばりが丘幼稚園
- 戸塚山幼稚園
- 米沢幼稚園
- 東部幼稚園
- 九里幼稚園
- まいづる幼稚園
- 普慈幼稚園

### 長井市
- 長井めぐみ幼稚園
- 小桜幼稚園

### 南陽市
- 宮内幼稚園
- つばめ幼稚園

### 東置賜郡
- まつかわ幼稚園
- むくどり幼稚園
- 小松幼稚園

### 新庄市
- 金沢幼稚園
- 向陽幼稚園
- 新庄幼稚園
- 新庄聖マルコ幼稚園
- 大手幼稚園

### 最上郡
- めばえ幼稚園
- パリス幼稚園
- たちばな幼稚園

### 鶴岡市
- 大宝幼稚園
- 鶴岡幼稚園
- みどり幼稚園
- 城南幼稚園
- 若葉幼稚園
- マリア幼稚園
- 和光幼稚園
- いなば幼稚園

### 酒田市
- アテネ幼稚園
- 天真幼稚園
- 酒田幼稚園
- 酒田第二幼稚園
- 若草幼稚園
- 酒田双葉幼稚園
- 浄徳幼稚園

### 飽海郡
- 杉の子幼稚園